# Альбини, Микеле Джузеппе
Граф Микеле Джузеппе Альбини (итал. Conte Michele Giuseppe Albini: 20 сентября 1780 года, Виллафранка, Сардинское королевство — 31 июля 1859 года, Споторно, Сардинское королевство) — сардинский флотоводец и государственный деятель.

## Биография
В 1848—1849 годах принимал участие в Первой войне за независимость.
3 апреля 1848 года назначен, 31 июля 1849 года утверждён и приведён к присяге в качестве сенатора Сардинского королевства.
С 1849 года — член Главного штаба Военно-морских сил Сардинского королевства.
C 3 апреля 1850 года — граф.
В разные годы, являлся вице-президентом Административного совета ВМС, президентом Постоянного консультативного конгресса ВМС и президентом Генерального совета морского здравоохранения.
С 5 февраля 1851 года — член комиссии Сената Сардинского королевства по рассмотрению проекта закона о призыве на военную службу.
С 1868 года — член Итальянского географического общества.

## Воинские звания
- Контр-адмирал (1838 год)
- Вице-адмирал (1849 год)

## Награды
- Савойский военный орден:
  - Великий офицер (12 июня 1856 года)[1]
  - Командор
  - Офицер (26 мая 1856 года)[1]
  - Кавалер
- Орден Святых Маврикия и Лазаря:
  - Великий офицер (26 апреля 1856 года)
  - Командор (20 октября 1848 года)
  - Кавалер (до 1848 года)
- Орден Короны Италии:
  - Командор (1877 год)
  - Офицер (2 января 1873 года)
- Кавалер Савойского гражданского ордена (20 января 1849 года)
- Маврикианская медаль
- Орден Дубовой короны (Нидерланды)
  - Командор
  - Кавалер
- Орден Святого Станислава 1-й степени (24 октября 1845 года) (Российская империя)
- Командор ордена Изабеллы Католички (Испания)
- Кавалер ордена Святого Григория Великого (Святой Престол)
- Кавалер ордена Меджидие (Османская империя)